# Alcinópolis
Alcinópolis é um município brasileiro do estado de Mato Grosso do Sul. Com uma população de 4 637 habitantes no IBGE em 2010, a cidade possui o melhor índice de Gini de Mato Grosso do Sul, com um índice de 0.745, juntamente com as cidades de Costa Rica e Jaraguari.
Alcinópolis está situado numa das regiões agrícolas de maior altitude do estado, produzindo uma grande quantidade de semente de soja e algodão com excelente qualidade. O município é um dos primeiros em produtividade do estado de Mato Grosso do Sul.

## Geografia

### Localização
O município de Alcinópolis está localizada no sul da região Centro-Oeste do Brasil, à norte de Mato Grosso do Sul (Microrregião do Alto Taquari) e próximo à divisa com o Mato Grosso. Localiza-se a uma latitude 18º19’27” sul e a uma longitude 53º42’22” oeste. A cidade está numa posição estratégica bem situada no coração do Centro-Oeste, distante 300 km aproximadamente de Campo Grande (Mato Grosso do Sul), 600 km de Cuiabá, 625 km de Goiânia e 823 km de Brasília.

### Geografia física
Solo
No município de Alcinópolis são encontrados os seguintes tipos de solos: Predomínio de Neossolo Quartzarênico de baixa fertilidade natural, são solos pouco desenvolvidos, profundos e muito profundos, excessivamente drenados, mas com baixa capacidade de retenção de água, torna esse solo desaconselhável à utilização agrícola, associada a Latossolo Vermelho-Escuro distrófico de textura argilosa e muito argilosa, que são solos minerais, não hidromórficos, altamente intemperizados, profundos, a muito profundos, bem drenados, Argissolos, são solos minerais não hidromórficos, geralmente são ácidos e de baixa fertilidade.
Relevo
Está a uma altitude de 443 m. Constituído por modelados de dissecação tabulares colinosos e aguçados. Entremeados a estes, encontram-se uma série de cuestas, pontões e escarpas no extremo Oeste, assim como na região central do município. O município de Alcinópolis encontra-se em duas Regiões Geomorfológicas: 
- Região dos Planaltos Arenítico-Basálticos Interiores, dividindo-se em três unidades geomorfológicas: Patamares do Taquari-Itiquira, Depressões Interiores e Divisores Tabulares dos Rios Verde e Pardo.
- Região dos Chapadões Residuais da Bacia do Paraná, na unidade Chapadão das Emas.

Apresenta relevo plano geralmente elaborado por várias fases de retomada erosiva, relevos elaborados pela ação fluvial apresentando topos colinosos e áreas planas resultante de acumulação fluvial sujeita a inundações periódicas.
Clima, temperatura e pluviosidade
Está sob influência do clima tropical (AW) sub-úmido, com duas estações bem definidas: quente e úmida (período das chuvas), temperatura média 26 °C, com regime de chuvas entre os meses de setembro a maio e período seco de junho a setembro. Índice de maior precipitação pluviométrica: 1.450mm (anuais)
Hidrografia
Está sob influência da Bacia do rio Paraguai, origem da Bacia do Rio da Prata. Rios do município:
- Rio Jauru: afluente pela margem direita do rio Coxim. Nasce na serra do Taquari, fazendo divisa entre o município de Alcinópolis e Costa Rica e Alcinópolis e Figueirão.
- Rio Taquari: afluente pela margem esquerda do rio Paraguai, desaguando nele algumas léguas acima do distrito de Albuquerque (Corumbá). Suas nascentes ficam na serra do Caiapó, extremo sudeste de Mato Grosso. Faz divisa entre o município de Alcinópolis e o Estado de Mato Grosso e entre os municípios de  Pedro Gomes e Alcinópolis. Com a extensão aproximada de 750 km, é navegável de Coxim até a foz (400 km), trecho que fica dentro do Pantanal.

Vegetação
Se localiza na região de influência do Cerrado. A análise da vegetação do município revela o domínio do Cerrado Arbóreo Denso (Campo Cerrado), o aspecto fisionômico desta formação é caracterizado pelo agrupamento de espécies vegetais arbóreas, com circunferência raramente ultrapassando 1,0m e atinge uma altura média de 10m, apresentando-se dispostas de maneira mais ou menos ordenada, revestido por casca grossa e rugosa, folha coriácea, caules tortuosos. Quase equivalente é a área de pastagem plantada e em enclaves com a Floresta Estacional Semidecidual Submontana, formação de caráter interfluvial e que se estende, principalmente, nas áreas onde houve derrames basálticos em altitudes de até 500m em regiões de planaltos e serras. A pastagem plantada é expressiva na porção central. Pequenas áreas de cultura cíclica se integram à vegetação.

### Geografia política
Fuso horário
Está a -1 hora com relação a Brasília e -4 com relação a Meridiano de Greenwich (Tempo Universal Coordenado).
Área
Ocupa uma superfície de 4 399 km². A área urbana totaliza 0,368 km² segundo a Embrapa Monitoramento por Satélite.
Subdivisões
Além da sede, possui o distrito de Polvora.
Arredores
Alcinópolis faz divisa com os municípios de Pedro Gomes, Coxim, Camapuã, Costa Rica e o estado de Mato Grosso.

## História
A região onde se encontra o município era de propriedade do Sr. Pio Martins de Almeida, no início as principais famílias da região eram vindos de Goiás (Mineiros), São Paulo e de Minas Gerais. O fundador do município Sr Alcino Fernandes Carneiro adquiriu o quinhão terras e o município de Alcinópolis começou a ser povoado em 8 de outubro de 1975 com o intuito de facilitar as condições de vida das pessoas que moravam nas fazendas. Para tanto a maior prioridade estava na educação, onde fazendeiros com ideias de estudar seus filhos, numa região com grandes dificuldades de acesso ao progresso contratavam professores particulares. A educação foi neste sistema nas décadas de 40, 50, 60 e 70. Em 1977, o sul de Mato Grosso é desmembrado para dar origem ao atual estado de Mato Grosso do Sul, a qual Alcinópolis faz parte atualmente.
Em 22 de abril de 1992, pela lei número 1.262, foi criado o Município de Alcinópolis, pelo, então, governador Pedro Pedrossian, ficando o mesmo pertencendo a Comarca de Coxim.

## Economia e serviços

### Agropecuária
A área agricultável do município de Alcinópolis é de doze mil hectares, em produtividade. Aonde encontra-se a Empresa de sementes em grãos SEMENTES 13 PONTOS, administrada pelo Sementes São Bento (Grupo Argentino) e a Fazenda Pèrola do Planalto (Adroaldo Gozzela).
Além da soja, que é a cultura dominante no município, a região investe alto em pecuária, plantação de algodão, milho, sorgo, feijão, girassol, milheto, soja e milho de pipoca. Na área da pecuária contamos hoje com trezentos e cinquenta mil cabeças no município, com várias produtores investindo na qualidade genética como na, raças nelore PO, POI e várias outras raças de inseminação.

### Comércio
Destaca-se na cidade um comércio atuante, em que grandes empresas encontram-se instaladas no município.

## Infra-estrutura
Alcinópolis apresenta boas condições de vida, com escolas em condições ideais de ensino, saúde pública de boa qualidade, e na área de comunicação também está bem servida. Nos últimos anos houve uma especialização maior em torno da cultura da agropecuária de ponta.

### Logística
Alcinópolis é vizinha de Alto Taquari, um importante centro de desenvolvimento do estado de Mato Grosso, onde esta situado o maior terminal de transbordo de grãos do estado, movimentando cerca de quatro milhões e meio de toneladas de grãos e derivados por ano. Encontra-se também, um moderno terminal de petróleo, em uma parceria Ipiranga e Petrobrás, distribuindo petróleo para o Centro-oeste, com capacidade operacional de armazenamento de doze milhões e oitocentos mil litros. Esse terminal possui uma descarga operacional de quatro milhões por dia e carregamento de seis milhões de litros por dia, sendo o único terminal de petróleo do estado de Mato Grosso via ferrovia.

## Turismo e cultura
Alcinópolis é uma cidade peculiar. Com população reduzida, mas com cultura antiga. Para saber melhor, veja relação dos ícones turísticos abaixo:
- Casa de pedra: É convidativa a grande angular visão panorâmica proporcionada por este atrativo. Parques e florestas que se esparramam serra abaixo, fartura de verde e outras cores. A Casa de Pedra traz mais do que magia em suas paredes e no que oferece aos olhos e a alma. Localizada na fazenda Turmalina, que tem também grande potencial para Turismo rural, esse sítio fica a 400 metros da sede. O caminho é a estrada da Serra do Bom Sucesso. Endereço: Fazenda do Zé Pertile.
- Gruta do Pitoco: Conhecida pela arquitetura natural e as misteriosas passagens subterrâneas, a Gruta do Pitoco, repleta de pinturas rupestres, é de fácil acesso e uma das mais completas da cidade. Densas e variadas vegetações do entorno, bem conservada, garantem um status de sítio preservado. A serra é repleta de vestígios dos antigos habitantes, que datam de até 11 mil anos. Gravuras feitas nos paredões internos com sangue de animal e vegetais macerados intrigam pela sua inexplicável origem. Endereço: Serra do Bom Jardim
- Mão de Deus: Com morros de fácil acesso e escalada, a serra é um convite aos olhos e ao corpo. Possui nascentes nos entornos, sítios arqueológicos compostos de cavernas com inscrições datadas de há milhares de anos, excelentes visuais panorâmicos, paisagens naturais, extraordinária riqueza vegetal e ornitológica. Observatórios naturais de aves raras e curiosas formações rochosas também compõem a paisagem. O local possui inúmeras inscrições rupestres nas paredes e desenhos de animais e cenas de sua realidade como Mão de Deus e Cara do Bezerro, quando ali viveram em períodos que variam de 2000 a 12000 anos. Endereço: Barro Branco
- Parque Estadual das Nascentes do Rio Taquari: Com uma área de 26.800 hectares no município, o encantamento paisagístico fica por conta do incomparável Canyon do Engano. Com suas formas e desenhos que desafiam a imaginação, a mata intocada por ser de difícil acesso, cachoeiras, vales, paredões, ninhais de araras e grandes pássaros, tornam o local um vasto e inexplorado filão turístico quase desconhecido e um dos mais belos do país.
- Parque Natural Municipal Templo dos Pilares: Provocante, Belo e Soberbo - 40 km. Por sua magnitude e dimensão, é considerado um dos mais importantes da cidade e até mesmo do país. O Templo dos Pilares é único por suas características, canyons, cerrados preservados, fragmentos, vales com vegetação virgem, paredões, ninhais de araras e corujões entre várias outras espécies de aves. O Parque é repleto de vestígios dos antigos habitantes, que datam até 11 mil anos. Gravuras, pinturas em paredes, teto e pilares de formações curiosas compõem o local. Endereço: Serra do Bom Jardim

Eventos
- Festa da Marculina: Um festa tradicional na região, onde é servido gratuito o churrasco e doces. É encerrado com um grandioso terço (reza). Endereço: Fazenda da Marculina. A festa deixou de acontecer, onde hoje é celebrada apenas o terço, para ainda marcar como memória a tradição.

Cultura
Alcinópolis é considerado a Capital Estadual da Arte Rupestre do Mato Grosso do Sul, por conter várias artes rupestres desenhos em alto relevo. Ainda se destacam engenhos e comitivas:
- Templo dos Pilares: sítio arqueológico localizado na Estrada Buriti, com várias inscrições rupestres.
- Engenho Movido a Cavalo: Engenho tocado a cavalo, poucas regiões no Brasil possuem essa cultura. Endereço: Chácara do Senhor Buava
- Transporte de gado: na região de Alcinópolis ainda é utilizado o transporte de gado pelas estradas em comitiva de peões de boiadeiros.

## Administração
Alcinópolis demonstra hoje que esta vivendo um novo tempo, graças ao trabalho das autoridades municipais, Estadual, Federal e Senadores. Apesar das melhorias, ainda são necessários investimentos, tanto na área pública, como na privada, na instalação de indústrias, comércio, entre outras.

### Mídias
Band (SP), canal 05 - TV Morena (Globo), canal 07 - Record (SP), canal 09 - SBT (SP) canal 11
Rádio Educativa FM Comunitária 87.9 FM
Rádio Primavera FM 92.7 FM (em implantação)